# وسائل المواصلات في منطقة بوفالو (نيويورك)
سيطرت السيارات على وسائل المواصلات في مدينة بوفالو على الرغم من تعددها فعلى سبيل المثال
```
توجد قناة أريا التي جعلت من المدينة منفذا هاما، بالإضافة إلي سكك الخطوط الحديدية 
```

والتي اثبتت مكانتها وجود محطة نيويورك المركزية.

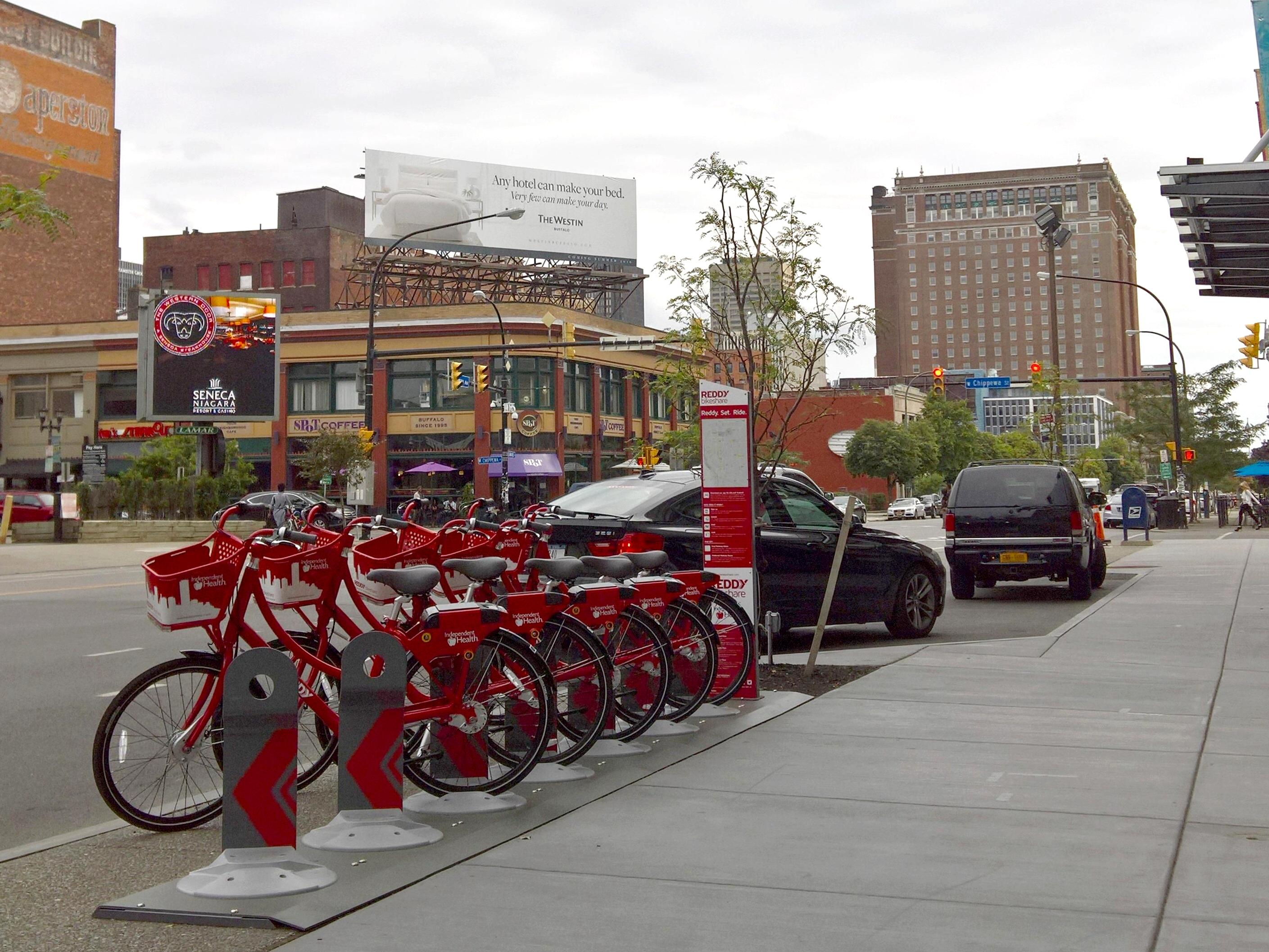
دراجات التأجير

## المطاراتتتمةإدارة مطاري بوفالو نياقرا ومطار شلالات نياقرا الدوليين عن طريق مركز حدود نياقرا للمواصلات العامة، بينما يعتبر مطار بوفالو نياقرا الدولي هو الخادم الأساسي لمدينة بوفالو،
```
حيث يقع بالقرب من الضواحي لمدينة (تشيك تواجا) وتم بناءة عام 1997 وخدم أكثر من 5 ملايين راكب سنويا.
```

يُعد مطار بوفالو نياقرا ضمن قائمة المطارات الأنسب سعرًا في مجال الطيران الداخلي، وذاك استنادًا على احصائيات مكتب وسائل المواصلات العامة لعام 2013، حيث يقدر سعر الرحلة 295.58 دولار أمريكي ويقدر ب 1068.37 ريال سعودي، ولوحظ في الآونة الأخيرة زيادة في عدد المغادرين الكنديين لمدينة بوفالو؛ نظرًا لانخفاض نسبة الضرائب والرسوم الإضافية مقارنة بالمطارات الكندية، بالإضافة إلى قلة وجود شركات طيران أمريكية ذات التكلفة المنخفضة في كندا مثل طيران (بلوجت) وطيران
(ساوث ويست).
```
في عام 2006 بدأ عضو مجلس النواب (تشاليرز شومر) إنشاء خطط لتحسين عمل مطار شلالات نياقرا الدولي وذلك عن طريق جعله مركزًا للشحن لكل من نيويورك، 
وتورنتو
، وكندا.
```

## النقل العام
استكمالاً للأعمال الإدارية التي يقوم بها مركز حدود نياقرا للمواصلات العامة، فقد أخذ على عاقته إدارة ميترو مدينة بوفالو البالغ طوله 10.300كيلومتر، والذي يعمل على نظام الخط الواحد فهو يمتد من بداية الميناء الرئيسي لقناة أريا وينتهي
عند منطقة جامعة (هايتز) تحديدا الجزء الجنوبي من الحرم الجامعي.
في الجزء الشمالي الشرقي يمر القطار فوق الأرض قاطعًا منتصف المدينة ومن دون أي رسوم مفروضة على الركاب، أما بالنسبة للجزء الشمالي فيمر القطار تحت الأرض ويستمر حتى نهاية السكة بالقرب جامعة (هايتز) ويتطلب هذا الجزء من القطار رسومًا على الركاب.
أطلق مركز حدود نياقرا للمواصلات العامة مشروعًا جديدًا أُطلق عليه اسم (السيارات تشارك الطرق الرئيسية) والذي من المتوقع أن يحدث تغييرًا ملحوظًا.
هذا التغيير سيسمح للمركبات والميترو أن تتشارك الشارع الرئيسي نفسه وهذا التغيير مشابه لما يحدث في شوارع فرانسيسكو، من أجل إنجاح هذا المشروع يتطلب ذلك تغييرات عديدة منها: إنشاء محطات جديدة، وتطوير لجسور المشاة.
المرحلة الأولى من المشروع ستكون عن طريق استعادة شارعيين من حي 700 الواقعين بين شارعيّ (ادوارد) و (ويست تابر)، أما عن المرحلة الثانية من المشروع فستكون استعادة شارعيين من حي 600 الواقعين بين شارعيّ (ويست تابر) و (ويست شيبوا).
```
استكمالاً للخدمات التي يقدمها مركز حدود نياقرا للمواصلات العامة، فإنه يوجد هناك العديد من الباصات التي تخدم المدن والضواحي.
```

## السكك الحديدية

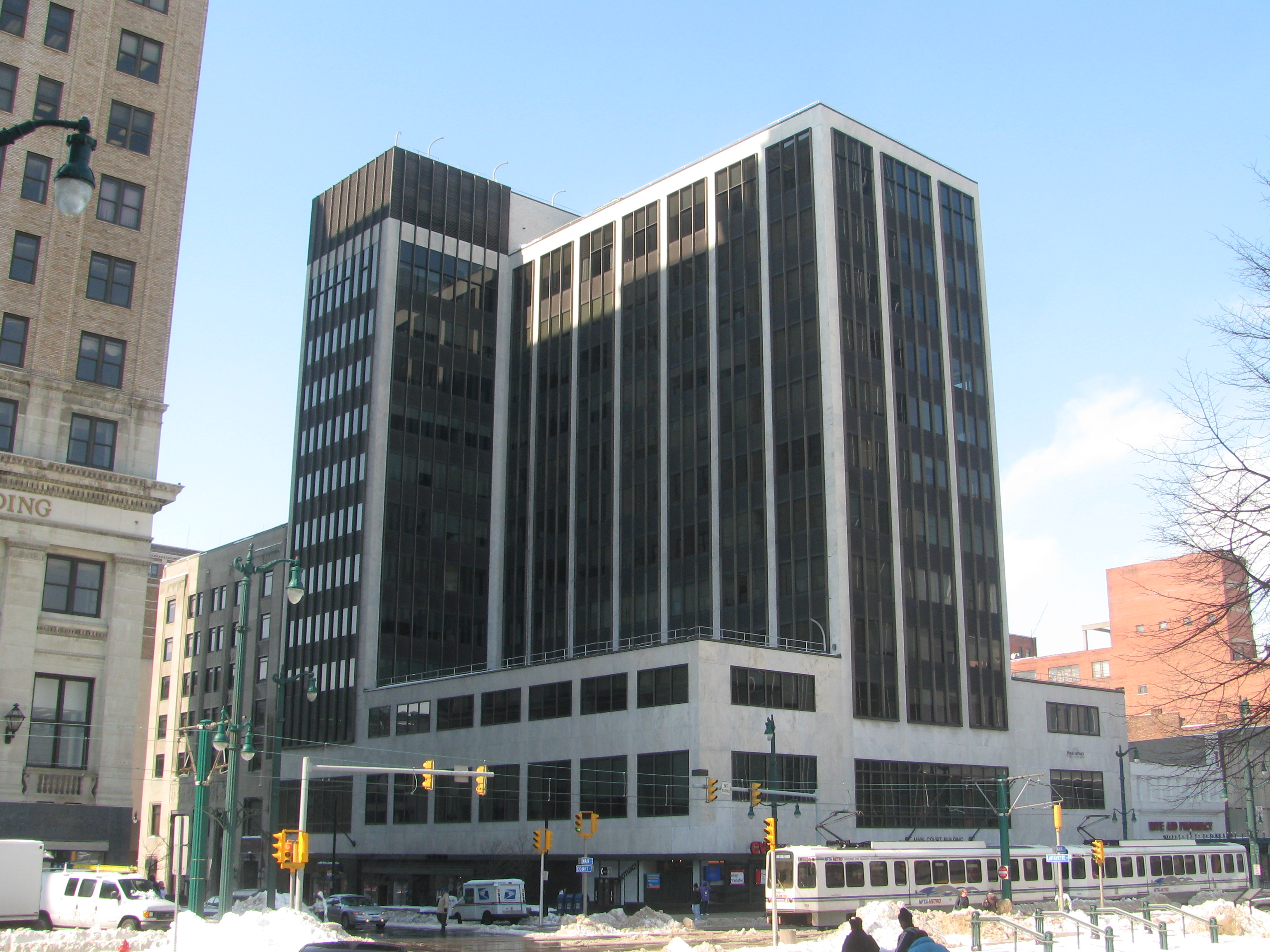
محطة ميترو مدينة بوفالو

تدير شركة (أمارك) لخدمات القطارات محطتيّ قطار وهما: محطة (بوفالو ديبيو) ومحطة (بوفالوا اكستينج ستريت).
منذ القدم كانت المدينة نقطة تقاطع بين مدينة شيكاغو ونيويورك من خلال شبه جزيرة اونتاريو، بالإضافة إلى أن قطار بنسيلفينيا ربط مدينه بوفالو بالعاصمة واشنطن.
خضعت محطة سنترال بنسيلفينيا تحت إدارة مدينة بوفالو فقديماً شغّلت محطة مدينة بوفالو قطارات محطة مدينة نيويورك المركزية، أما قطارات (لاكوانا) عبرت من خلال محطة مدينة بوفالو حتى عام 1950
بينما قطارات محطة (وادي ليا) فعملت حتى عام 1952.
في عام 1935 اتخذت محطة (اريا) محطة (وادي ليا) مقرًاً لها.
تطورت خدمات الشحن والنقل لمدينة بوفالو حيث استطاعت تقديم خدماتها تحت إشراف
```
شركة (سي اس اكس) للمواصلات العامة و (نورفولك الجنوبية) ومحطة كندا المحطة ومحطة المحيط الهادي الكندي.
```

تتضمن المنطقة أربع ساحات واسعة للسكك وهم: ساحة فرونيز (سي اس اكس) وساحة بايسون (ان اس) وساحة اس كاي (ان اس/ سي يو) وأخيرا ساحة نهر بوفالو (ان اس/ سي اس اكس) فعن طريق هذه الساحات نقلت من خلالها العديد من الحمولات الخطرة مثل غاز (البوبان) السائل ومادة الامونيا.

## الطرق المائية
تقع مدينة بوفالو في غرب بحيرة (أريا) والتي تعتبر من أكبر البحيرات التي تضم مجموعة متنوعة من الأسماك، وتزخر هذه البحيرة بأعداد كبيرة من اليخوت الخاصة وقوارب الصيد وحرفتها وأيضا قوارب خفر السواحل.
في هذه البحيرة يوجد جدار مائي تم تصميمه لحماية الميناء ومنافذه الداخلية والخارجية، قديما كانت تسمى بقناة (أريا) انتهت هذه التسمية بانضمام قناة الصخرة السوداء إلى بحيرة أريا التي تم اكتشافها بواسطة عمدة ولاية نيويورك (ديويت كلنتون) في عام 1825.
قام (ديويت كلنتون) بنقل المياه من البحيرة إلى المحيط الأطلسي في مدينة نيويورك وأبحر منطلقًا منها باستخدام قوارب صغيرة، وفي رحلته للعودة قام بنقل مياه من المحيط الأطلسي إلى قناة (أريا) وذلك بأمر من القاضي والعمدة المستقبلي لمدينة بوفالو (سامويل ويلكسون) وبهذا أصبت بحيرة (أريا) معبرًا رئيسيًا للعديد من الركاب والبضائع وأيضا كانت السبب في فتح أبواب التعارف بين أمريكا الشرقية والغربية، في الوقت الحالي تستخدم القناة لأغراض الشحن المحلي وغيرها من الأمور.

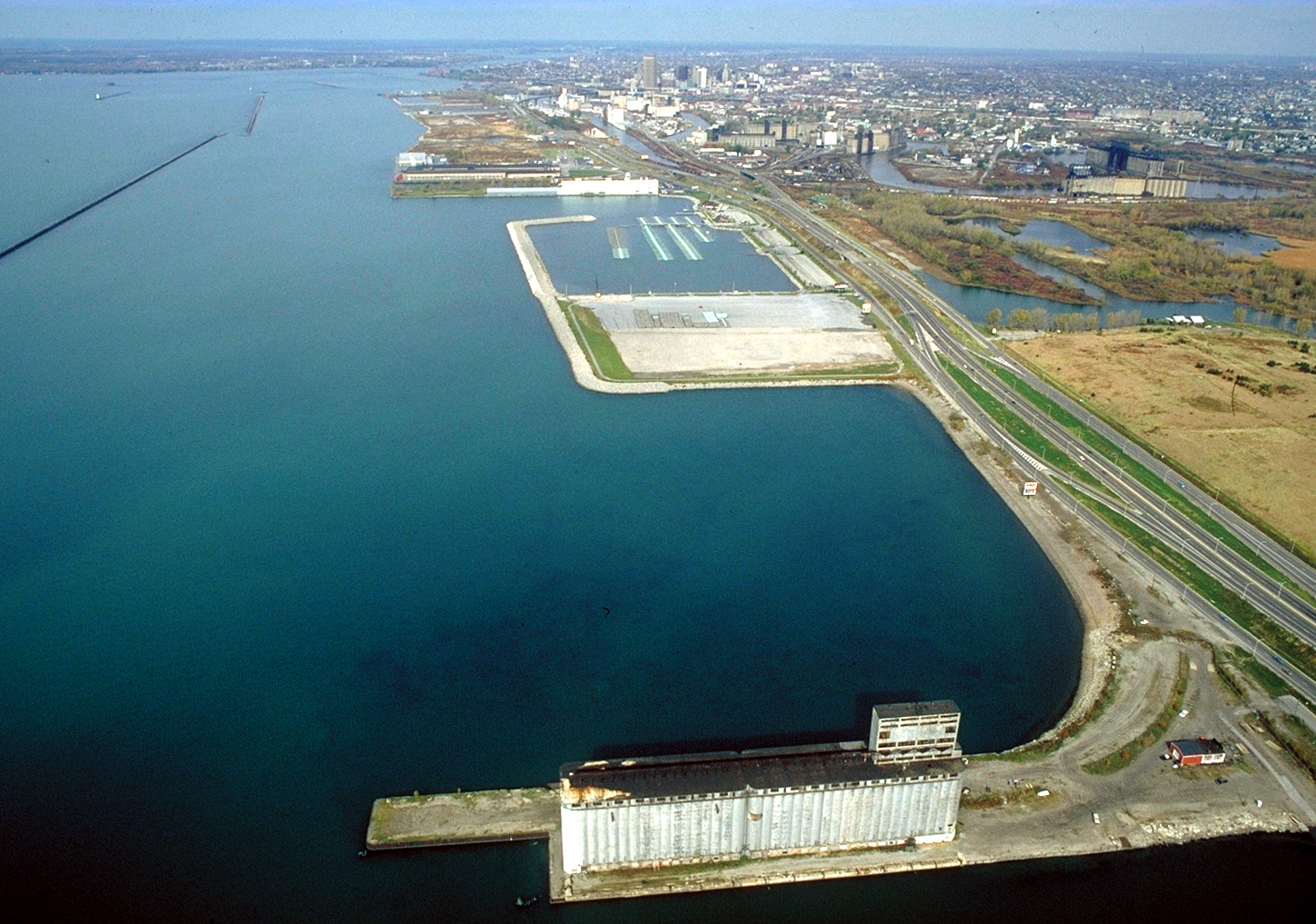
معبر مدينة بوفالو البحري عام 1992، نهر نياقرا

## الشوارع والطرق السريعة
يقطع مدينة بوفالو ثمانية طرق سريعة، فيما يلي الحديث عن بعضها تفصيلًا:
طريق سريع يرمز له برقم مكون من ثلاثة أرقام، وطريق الولايات المتحدة، وطريق ولاية نيويورك، تقاطع (5) والشائع أن أهل المدينة يطلقون عليه الشارع الرئيسي وهو طريق يعبر من خلال مدينة (لكوانا) ويتقاطع مع طريق (190) وهذا الطريق يمتد من الشمال إلى الجنوب ويرتبط بطريق (90) القابع في الضواحي الجنوبية الشرقية لمدينة (تشيك تواقا). وهناك أيضا طريق نيويورك (354) المسمّى بشارع (كلنتون)، وطريق نيويورك رقم (130) المعروف ب (برودواي) وهذا الطريق يمتد من الشرق للغرب بحيث يربط جنوب ووسط مدينة بوفالو بالضواحي الشرقية. وطريق نيويورك رقم (265 – جادة ديليوير)، وطريق نيويورك رقم (266 – شارع نياقرا وشارع الجيش) كلا الطريقين ينطلقان من وسط مدينة بوفالو وينتهيان وصولا بمدينة (تونا واندا).
أحد هذه الطرق العديدة يمر بمدينة (أريا)، وطريقين آخرين هما (يو اس 20) و (يو اس 291 ويو اس 62 – جادة بيلي) وهذا الطريق مخصص لعبور الشاحنات من الشمال للجنوب ويمر من خلال مدينة (لاكوانا) ويستمر حتى يعبر حدود مدينة (امهريست) عند تقاطع (نيويورك 5) يعبر هذا التقاطع مدينة صناعية عالية الكثافة. أما بالنسبة لجادة (بيلي) فهي مليئة بالتقاطعات العديدة مع الطريق السريع رقم (190) وطريق (كينستجدون) السريع.
استكمالًا لما ذكر فيما يخص الطرق السريعة لمدينة بوفالو، توجد ثلاث طرق يجب التنويه عنها لأهميتها في ربط أرجاء المدينة ببعضها، ابتداءًا بطريق (سكانجاكيوادا السريع – نيويورك 198) وهو طريق مهم لكنه محدود الوصول، يربط تقاطع (190) بالقرب من جزيرة الوحدة بتقاطع (نيويورك رقم 33) أما عن طريق (كنسنجتون السريع – نيويورك 33) فهو ينطلق من المنطقة الغربية للمدينة ويخدم القليل من منتصف المدينة ويستمر قاطعًا مناطق عديدة ذات كثافة عالية ليتقاطع مع طريق (90) في مدينة تشيك تواجا وينتهي أخيرًا وصولاً بالمطار. أخيرًا ترتبط مدينة (خورت أريا واوريانتو) بمدينة بوفالو عن طريق جسر السلام والذي يعتبر معلمًا عالميًا ويقع بالقرب من حي (الصخرة السوداء).